# Боротьба Івана Сірка з Турецько-Татарськими ордами
Боротьба Івана Сірка з татарськими ордами - Серія конфліктів між козаками під керівництвом Івана Сірка та кримськими татарами і їх турецькими союзниками.

## Передумови
Кримські татари проводили активні грабіжницькі рейди на Українські землі у складі Великого князівства Литовського протягом 1480-х — 1500-х рр..
Зі становленням козацтва набіги в цей регіон відбувалися надзвичайно рідко. Натомість, все XVI ст. під прицілом знаходилася Московія.
Обстановка змінилася у зв'язку з конфліктами між козаками Лівобережної та Правобережної України, котрі використовували татар щоб посіяти хаос на землях противника. Проте, поява на політичній арені Івана Сірка змінила перебіг подій.

## Перелік бойових зіткнень
1668 р. Іван Сірко на деякий час залишив Січ і з'явився у Слобідській Україні. Козаки обрали його полковником Зміївського полку. У жовтні — листопаді того самого року він разом із кошовим отаманом Іваном Ждан-Рогом здійснив похід козацького війська на Кримське ханство: Запорожці розгромили татарську орду біля Кафи, визволивши 2 тис. невільників та загрожували ханській столиці — Бахчисараю.
1670 р. На Запоріжжі знову обрали Сірка кошовим отаманом. Влітку він очолив похід козаків на турецьке місто-фортецю Очаків та спалив його. До його рук потрапило багато полонених та чимало худоби.
1672 р. Іван Сірко і Михайло Ханенко повели об'єднані сили козаків у похід на Волощину та Білгородщину. В степу, поблизу Куяльницького лиману вони завдали нищівної поразки орді кримського хана Мехмеда IV Ґерая.
1673 р. Напад козаків на фортецю Аслан.
1673 р. Напад козаків на Очаків.
1673 р. Десять тисяч козаків і кілька сотень їхніх союзників-калмиків під командуванням Івана Сірка здійснили похід на Крим, Білгородщину й Волощину, завдавши поразки турецьким і татарським ордам та спалили фортецю Тягинь. Було взято багато полонених та трофеїв.
Після цього татарсько-турецька коаліція спробувала знищити Січ. У 1675 р. Іван Сірко вирішив покарати зухвальців. 20-тисячне козацьке військо рушили на Кримське ханство.
1675. Козаки знищили багато татарських селищ та Гезлев
1675. Козаки знищили Карасубазар. 
1675. Козаки знищили столицю Кримського ханства Бахчисарай. Хан та його почет втекли у гори, а кримськотатарське військо зазнало нищівної поразки на всіх фронтах. Козаки звільнили тисячі невільників — українців, росіян, поляків; В полон потрапило 4 тисячі татар. Це був один з найвизначніших походів Івана Сірка на Кримське ханство.
У 1667-1668 рр. Запорозьке військо під проводом Сірка частими ударами завадило постачанню турецьких і татарських орд під час їхніх Чигиринських походів, перешкоджало вторгненню на Лівобережжя та Слобожанщину. 
У 1679 р. Запорожці під проводом свого уславленого кошового отамана рушили походом проти турецьких і татарських фортець на Дніпрі. 
1679 р. Козаки знищили Казикермен на Тавані.
Султан довідався про це і наказав Кара-Мухаммед-паші очолити велике військо та знищити Січ. При його наближенні до Чортомлика Іван Сірко повів свої загони в урочище Лободиху й підготувався до оборони. Дізнавшись про це, турки не наважилися вступити в бій і відступили. 
Разом з цими, Іван Сірко виграв 65 Битв.

## Психологічний фактор
Користуючись відсутністю Івана Сірка, навесні 1672 р. 300-тисячна османська армія перейшла Дунай і вдерлася на Поділля. Турки погрожували спустошити не лише Україну, а й Річ Посполиту та Росію. Відсутність Сірка послаблювала тиск турецько-татарській агресії до такої міри, що вони відчували вседозволеність.
При цьому дії Івана Сірка чинили такий вплив що той став головним персонажем історій якими турецькі матері лякали своїх дітей.

## Вплив на мистецтво
У ході боротьби Івана Сірка з турко-татарами був написаний знаменитий лист, що надихнув знаменитого художника І.Ю.Рєпіна до створення картини "Запорожці пишуть листа турецькому султану", яка і прославила його.